# Otto Steche
Otto Steche (* 21. Juni 1834; † 1. Juni 1908) war ein deutscher Industrieller, ein Fabrikant ätherischer Öle und künstlicher Riechstoffe.
Steche war zusammen mit dem Leipziger Politiker, Gutsherrn und Industriepionier Carl Heine der Mitgründer und Miteigentümer an Heine & Co., einem Leipziger Unternehmen zur „Destillation von ätherischen Ölen aus einheimischen Pflanzen (…) sowie zur Herstellung von Essenzen für die Spirituosen- und Süßwarenindustrie“. Sie spezialisierten sich auf die synthetische Gewinnung von Senföl.

## Familie
Steche war ein Sohn des Leipziger Rechtsanwalts Albert Steche und dessen Ehefrau Lidy, geb. Angermann. Diese war eine bekannte Konzertsängerin, Leipziger Salonnière und Franz-Liszt-Freundin. Steches Bruder war der Kunsthistoriker Richard Steche.
Steche heiratete Johanna, geborene Habenicht. Zu ihren Kindern zählen der Mediziner und Zoologe Otto Hermann Steche sowie der Unternehmer Albert Steche. Ein Schwiegersohn war der Kirchenhistoriker Friedrich Loofs.

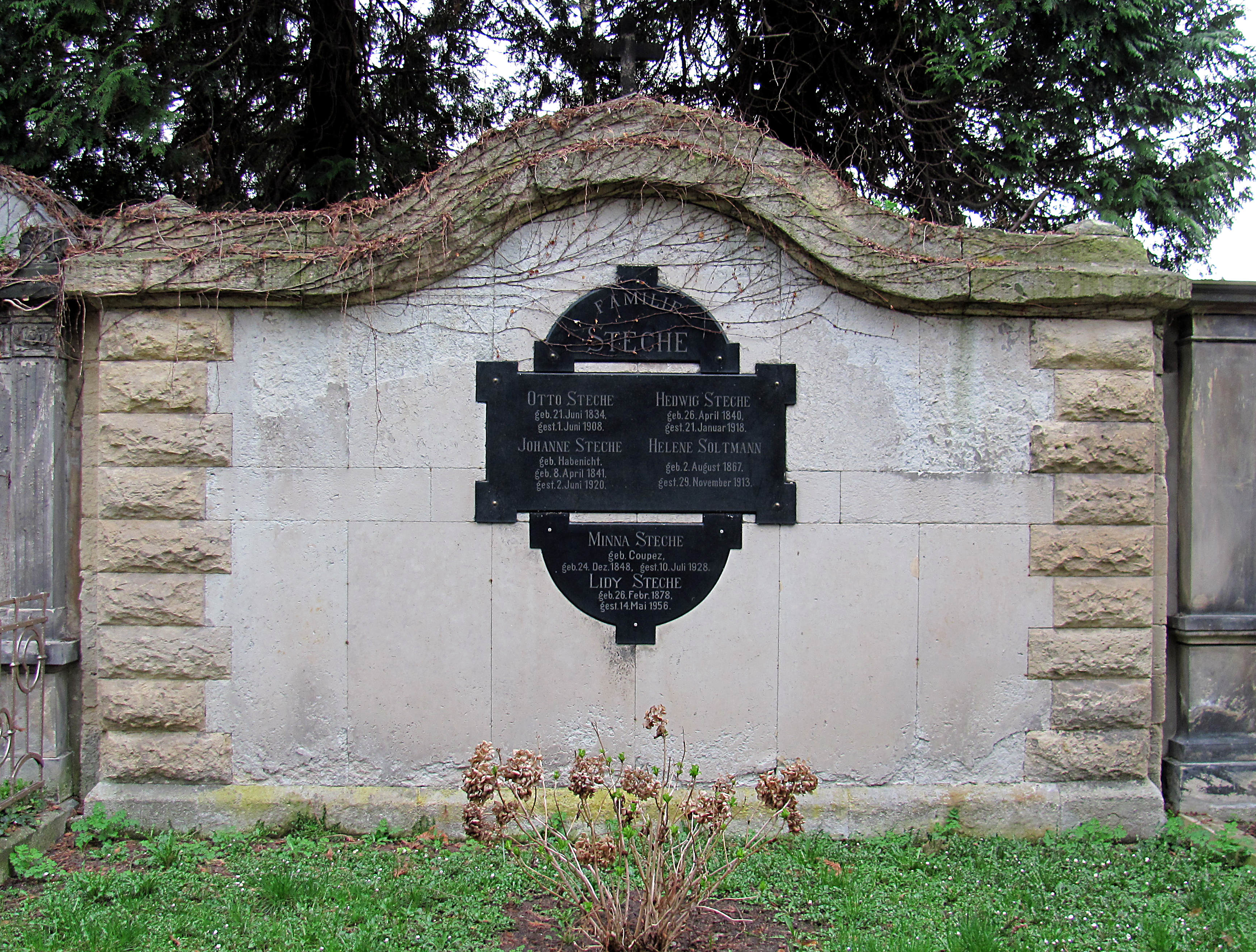
Steches Familiengrabmal

Laut Dresdner Adressbuch nebst Vororten von 1901 bewohnte Steche als Eigentümer das Anwesen Villa Obere Bergstraße 56 in Niederlößnitz; dazu wurden eine Gesellschafterin und ein Gärtner namentlich aufgeführt. Steche wurde auf dem nächstgelegenen Friedhof Radebeul-West beerdigt.